# Вортінгтон (Західна Вірджинія)
Вортінгтон (англ. Worthington) — місто (англ. town) в США, в окрузі Меріон штату Західна Вірджинія. Населення — 179 осіб (2020).

## Географія
Вортінгтон розташований за координатами 39°27′28″ пн. ш. 80°15′50″ зх. д. / 39.45778° пн. ш. 80.26389° зх. д. (39.457677, -80.263990).  За даними Бюро перепису населення США в 2010 році місто мало площу 1,55 км², з яких 1,51 км² — суходіл та 0,04 км² — водойми.

## Демографія
Згідно з переписом 2010 року, у місті мешкало 158 осіб у 67 домогосподарствах у складі 47 родин. Густота населення становила 102 особи/км².  Було 82 помешкання (53/км²).
Расовий склад населення:
| - 98,1 % — білих |

До двох чи більше рас належало 1,9 %. Частка іспаномовних становила 2,5 % від усіх жителів.
За віковим діапазоном населення розподілялося таким чином: 19,6 % — особи молодші 18 років, 65,8 % — особи у віці 18—64 років, 14,6 % — особи у віці 65 років та старші. Медіана віку мешканця становила 42,0 року. На 100 осіб жіночої статі у місті припадало 92,7 чоловіків;  на 100 жінок у віці від 18 років та старших — 81,4 чоловіків також старших 18 років.
Середній дохід на одне домашнє господарство  становив 29 000 доларів США (медіана — 26 875), а середній дохід на одну сім'ю — 30 882 долари (медіана — 27 500). За межею бідності перебувало 8,6 % осіб, у тому числі 0,0 % дітей у віці до 18 років та 12,5 % осіб у віці 65 років та старших.
Цивільне працевлаштоване населення становило 39 осіб. Основні галузі зайнятості: освіта, охорона здоров'я та соціальна допомога — 38,5 %, роздрібна торгівля — 17,9 %, публічна адміністрація — 15,4 %.